# حماد الحسنات
حماد عليان حماد الحسنات (1935-2015) داعية إسلامي، وشاعر فلسطيني، وأحد مؤسسي حركة المقاومة الإسلامية (حماس) في قطاع غزة. يعتبر الحسنات من الجيل الأول لجماعة الإخوان في فلسطين، ومن القيادات الأولى التي ارتبطت بالشيخ أحمد ياسين منذ مطلع الستينيات في القرن العشرين، قبل أن يشارك في تأسيس حركة «حماس»، إلى جانب دوره الكبير في الدعوة إلى الله. وهو من سكان وسط القطاع، واعتقل لدى الاحتلال الإسرائيلي، وأبعد إلى مرج الزهور (في جنوب لبنان) عام 1992، مع 419 آخرين من قيادات حركتي حماس والجهاد الإسلامي.
ورافق الحسنات الشيخ أحمد ياسين في الكثير من محطات حركة حماس التي أسست في 14 ديسمبر 1987. وعمل الحسنات قبل وفاته رئيساً للجمعية الإسلامية في المنطقة الوسطى، وأشرف على نشاطها الخيري.

## ميلاده ونشأته
ولد الشيخ حماد الحسنات عام 1935، في قضاء بئر السبع ـ موقع الحسنات بشرق غزة. ويقول عن نفسه: «كانت طفولتي وحياتي بسيطة؛ فقد كنت أعيش مع أهلي في بيت الشّعر «داخل فلسطين المحتلة».

### اشتشهاد أخويه
استشهد أخواه «راجي ومحارب» على أيدي العصابات الصهيونية المسلحة في يوم واحد عام 1951م.

## تعليم ودراسة
درس الثانوية العامة في غزة، والتحق بجامعة القاهرة عن طريق الانتساب، وحصل على «ليسانس جغرافيا» عام 1963م.
والتحق بعدها بمعهد الدراسات الإسلامية في القاهرة بدايةً، ثم بمعهد الدراسات التربوية بغزة، ثم درس سنتين في كلية التربية بجامعة عين شمس بالقاهرة، وعايش فترة اضطهاد الإخوان المسلمين على يد نظام جمال عبد الناصر.

## رحلة الإخوان
تعرّف الحسنات على جماعة الإخوان المسلمين وهو ابن 10 سنوات، إبان معارك الإخوان المسلمين في فلسطين عام 1948، وقد كان محباً للدين من صغره.
عاصر الحسنات محطات العمل الإسلامي في ظل النظام المصري الذي حكم غزة، ثم الاحتلال، حتى انطلقت حركة حماس ووصلت إلى سدة الحكم.
انضم الشيخ الحسنات إلى شعَب الإخوان المسلمين في قطاع غزة بداية الخمسينيات، وشارك أواخر عام 1953 في مؤتمر عام في مخيم دير البلح جمع الإخوان من العريش حتى قطاع غزة، وكان تحت إمرة الشيخ توفيق شقيق كامل الشريف القائد العام للإخوان المسلمين في فلسطين.
بعد عودته من مصر إلى قطاع غزة اعتقل برفقة الشيخ الشهيد أحمد ياسين ومجموعة أخرى لمدة 29 يوماً.
واصل الشيخ الحسنات عمله في الدعوة إلى الله وتربية النشء في إطار جماعة الإخوان المسلمين حتى أعلن عن تأسيس حركة المقاومة الإسلامية «حماس» التي كان أحد أبرز مؤسسيها.
أبعد الشيخ حماد الحسنات إلى مرج الزهور برفقة أكثر من 400 من قيادات العمل الجهادي في فلسطين من حركتي حماس والجهاد الإسلامي، وله كتاب يؤرخ لتلك الفترة سجل فيه يوميات المبعدين وأبرز مواقفهم وفعالياتهم طوال أيام الإبعاد.
قدّم الحسنات نجله القيادي في كتائب القسام ياسر شهيداً في معركة حيّ الصبرة الشهيرة بتاريخ 24/5/1992، برفقة الشهيدين مروان الزايغ ومحمد قنديل.
فيما سار نجله الثاني زياد الحسنات على درب شقيقه ليطارَد لجيش الاحتلال منذ العام 1993، وتمكّن من مغادرة أرض الوطن.

## العمل المؤسساتي
أسس الشيخ حمّاد الجمعية الإسلامية في النصيرات عام 1979م، وشارك كذلك في تأسيس المركز الطبي، ثم مجمع الرازي الصحي التابع لها.
وشارك الشيخ في تأسيس المساجد، وجمع التبرعات للمجمع الإسلامي، كما عمل في لجان الإصلاح بين الناس، وبقي يطوّر في عمل الجمعية الإسلامية ومجمع الرازي الصحي في النصيرات حتى لقي الله.

## إستشهاد ابنه ومطاردة الآخر
استُشهد نجله ياسر، أحد قادة ومؤسسي الجناح العسكري لحماس "كتائب القسام"، في الانتفاضة الأولى في معركة حيّ الصبرة الشهيرة بتاريخ 24/5/1992 م في اشتباك مسلَّح مع قوات الاحتلال، وأسفر الاشتباك كذلك عن استشهاد رفقته القائديْن القساميَّيْن مروان الزايغ ومحمد قنديل.
فيما سار نجله الثاني زياد الحسنات على درب شقيقه فيطارده الاحتلال منذ العام 1993، وتمكّن من مغادرة أرض الوطن.

## وفاته
توفي الشيخ حماد الحسنات عن عمر يناهز 80 عامًا إثر وعكة صحية مساء يوم الاثنين 2-3-2015 في قطاع غزة.
شيّعه الآلاف ظهر الثلاثاء جثمان الشيخ حماد الحسنات أحد مؤسسي حركة حماس، في جنازة مهيبة تقدمها قيادات الفصائل الفلسطينية ووجهاء وأعيان قطاع غزة ونواب المجلس التشريعي.
- ونعى نائب رئيس المكتب السياسي لحركة حماس إسماعيل هنية الحسنات، مشيراً إلى أنه كان (قائداً فذاً من قادة الحركة الإسلامية، وأحد مؤسسي جماعة الإخوان المسلمين وحركة حماس في فلسطين).

ونوه هنية إلى أن (الحسنات توفي بعد حياة حافلة بالعطاء والتضحية والفداء من أجل فلسطين والدعوة الإسلامية).
وقال إسماعيل هنية خلال مشاركته في الجنازة إن الحسنات من زمرة الصالحين الذين حمى الله بهم الدين ورفع بهم لواء الجهاد في فلسطين، مضيفًا:(أبو خالد من الزمرة الصالحة المجاهدة على هذه الأرض المباركة لأنه من الرجال الرواحل على اكتافهم بنيت الحركة).
وعدّد هنية مناقب الشيخ:(أبو خالد من بيت عز ودين داعية طاف أرض فلسطين مجاهدًا ومضحيا في سبيل الله ونشهد جميعًا بهذا الخلق الكبير).
وأضاف:«قدّم شيخنا الجهد والمال والوقت والولد والصحة وحسن الخلق ليوم الميعاد فله من أبنائه الشهيد والغريق والطريد».
وبيّن هنية إنجازات الحسنات بإنشائه لعدد من المساجد والمؤسسات الخيرية، مضيفًا: (نفقد ركن من أركان قضيتنا وحركتنا، وعزاؤنا ان له اتباع بالآلاف يسيرون على دربه).
- وعدّد أحمد بحر النائب الأول لرئيس المجلس التشريعي مناقب الشيخ الفقيد، ومشاركته الفاعلة في تأسيس حركة حماس برفقة 15 من قيادات الحركة في ثمانينات القرن الماضي.

وقال بحر إن الشيخ الحسنات له بصمات واضحة أساسية في العمل الدعوي والخيري في دعم الفقراء والمحتاجين بمحافظات قطاع غزة طيلة العقود الماضية.